# استروبین
استروبین (به انگلیسی: Sterubin) با فرمول شیمیایی C۱۶H۱۴O۶ یک ترکیب شیمیایی با شناسه پاب‌کم ۱۲۶۸۲۷۶ است. که جرم مولی آن ۳۰۲٫۲۸ g/mol می‌باشد. 